# شرکت صنعتی و بازرگانی صحت
شرکت صنعتی و بازرگانی صحت یکی از فعالان بخش خصوصی در صنعت شوینده، بهداشتی و آرایشی ایران است. شرکت محصولات خود را در دو گروه فردی و خانگی، در قالب شامپو، نرم‌کننده موی سر، بدن شوی، مایع دستشویی، مایع ظرفشویی، مایع سفید کننده و ضدعفونی کننده، کرم مرطوب‌کننده و خمیردندان تولید می‌نماید.
محصولات این شرکت علاوه بر ایران، به کشورهای امارات متحده عربی، عمان، کویت، قطر، بحرین، عربستان سعودی، عراق، افغانستان، پاکستان، تاجیکستان، آذربایجان، سودان، یمن و لبنان صادر می‌گردد. نام پیشین این شرکت که ۶۱ سال است در این صنعت فعالیت می‌نماید؛ «شرکت شامپو سدر صحت» بود که از خرداد ۱۳۹۳ به نام فعلی تغییر یافت.

## پیشینه
از سال ۱۳۳۵ شرکت صنعتی و بازرگانی صحت فعالیت خود را با تولید و بسته‌بندی بهداشتی پودر سدر در تهران آغاز نمود. با ورود صنعت شامپو به ایران، در سال ۱۳۵۵ ایدهٔ تولید شامپوی گیاهی توسط شرکت صنعتی و بازرگانی صحت اجرا گردید و برای اولین بار شامپو گیاهی ایرانی بر پایهٔ گیاه سدر با بسته‌بندی تیوبی و وزن ۴۰گرمی تولید شد. بطوریکه درسال۱۳۹۳ نشان IUI را برای ثبت نوآوری «عصاره‌گیری مستقیم برگ سدر به جای استفاده از پودر در عصاره‌گیری» درصنعت شوینده، بهداشتی و آرایشی، دریافت نمود. پس از احداث کارخانه شرکت صحت در شهرستان فردیس، در سال ۱۳۸۱ و تعریف استراتژی سازمان، روند تولیدی این شرکت از "تک محصولی" به تولید " محصولات گروهی " تغییر یافت.

## برند و شعار
شرکت صنعتی و بازرگانی صحت، تمامی محصولات خود را با برند صحت عرضه می‌نماید. مناسبات ملی و بین‌المللی، این برند را ارزیابی نموده و آن را برگزیده برخی از این رویدادها، معرفی می‌نمایند که می‌توان به اجلاس سراسری رضایت مندی مشتری، جشنواره ملی قهرمانان صنعت ایران، جشنواره تاپکس، جشنواره برند محبوب، جشنواره رهبران کارآفریناشاره نمود. همچنین در جلسه شورای ممیزی توانمندی‌های فناورانه سازمان پژوهش‌های علمی و صنعتی ایران، یکی از چهار شرکتی بود که گواهی نامه تأیید توانمندی فناورانه را اخذ نمود. شعار این برند با توجه به راهبرد تولید محصولات برگرفته از طبیعت، «ارمغان صحت، لطافت و سلامت» تعریف شده‌است.

## تحقیق و توسعه
مطالعات و پروژه‌های عملیاتی تحت عنوان افزایش راندمان تولید با استفاده از روش‌های نرم‌افزاری، فرایند حل مسئله در سازمان و پروژه‌های مشترک با دانشگاه، تحت عنوان تأثیر ارزیابی تأثیرات زمان عصاره‌گیری ترکیبات طبیعی سه اکوتایپ حنا ایرانی، ارزیابی میزان برخی از عناصر مهم در گیاهان دارویی پرمصرف در صنایع بهداشتی بر شکل‌گیری سبد محصولات برند صحت تأثیرگذار بوده و آن را در مسیر جدیدی قرار داده‌است.